# ژاله درستکار
ژاله درستکار (زاده ۱۹ فروردین ۱۳۶۷ در اصفهان ) بازیگر و مدل ایرانی است .

## زندگی شخصی
وی از کودکی به فیلم و بازیگری علاقه داشت و برای رسیدن به آرزوی خود در کلاس‌های بازیگری فاطمه معتمدآریا شرکت کرد و وارد عرصه بازیگری شد. او از سال ۱۳۸۵ پس از گذراندن دوره‌های بازیگری، فعالیت خود را به طور رسمی آغاز کرد و اولین نقش خود را در سریال خروس به کارگردانی سعید آقاخانی بازی کرد.  البته وی قبل از ورود در سالهای دانشجویی و مدرسه‌ای به طور رسمی در جشنواره ها و فعالیت های دانشجویی و فرهنگی شرکت می کرد و موفقیت های زیادی در این زمینه کسب کرد. او بعداً در آثاری مانند کیمیا، باغ سرهنگ و شب شیشه ای و معراجی‌ها، سرسرا و غیره ظاهر شد.
آخرین کار ژاله درستکار، حضور در مجموعه نمایش خانگی موچین به کارگردانی حسین تبریزی است.

## فیلم شناسی

### تلویزیون
| سال  | عنوان            | کارگردان      |
| ---- | ---------------- | ------------- |
| ۱۳۹۲ | شب شیشه ای       | مسعود رشیدی   |
| ۱۳۹۲ | خروس             | سعید آقاخانی  |
| ۱۳۹۲ | باغ سرهنگ        | فلورا سام     |
| ۱۳۹۳ | معراجیها         | مسعود ده نمکی |
| ۱۳۹۳ | بی‌قرار ۲         | فلورا سام     |
| ۱۳۹۴ | کیمیا            | جواد افشار    |
| ۱۳۹۵ | روزهای بی‌قراری   | کاظم معصومی   |
| ۱۳۹۵ | برادر            | جواد افشار    |
| ۱۳۹۶ | سرسرا            | حمید طالقانی  |
| ۱۳۹۶ | محکومین          | حسین غنائت    |
| ۱۳۹۷ | تعطیلات رویایی   | علیرضا امینی  |
| ۱۳۹۸ | دنگ و فنگ روزگار | جواد مزدآبادی |
| ۱۳۹۹ | موچین            | حسین تبریزی   |
| ۱۴۰۲ | رستگاری          | مسعود ده نمکی |

### فیلم
| سال  | عنوان         | کارگردان      | شرح |
| ---- | ------------- | ------------- | --- |
| ۱۳۹۲ | آخرین برگ     | حسن شکوهی     | تله فیلم |
| ۱۳۹۳ | ساکن طبقه وسط | شهاب حسینی    | |
| ۱۳۹۵ | رسوایی ۲      | مسعود ده نمکی | در نقش خبرنگار دادسرا |
| ۱۳۹۵ | سه بیگانه     | مهدی مظلومی   | در نقش مسافر هواپیما |
| ۱۳۹۶ | هایلایت       | اصغر نعیمی    | در نقش دکتر |
| ۱۳۹۷ | مادری         | علیرضا پیربند | در نقش مادر برنده جایزه بهترین بازیگر زن از جشنواره آمریکای جنوبی برنده فیلم کوتاه فستیوال برلین برنده جایزه بهترین فیلم بین المللی از جشنوارهBIMIFF برزیل |